# Toon Martens van Sevenhoven

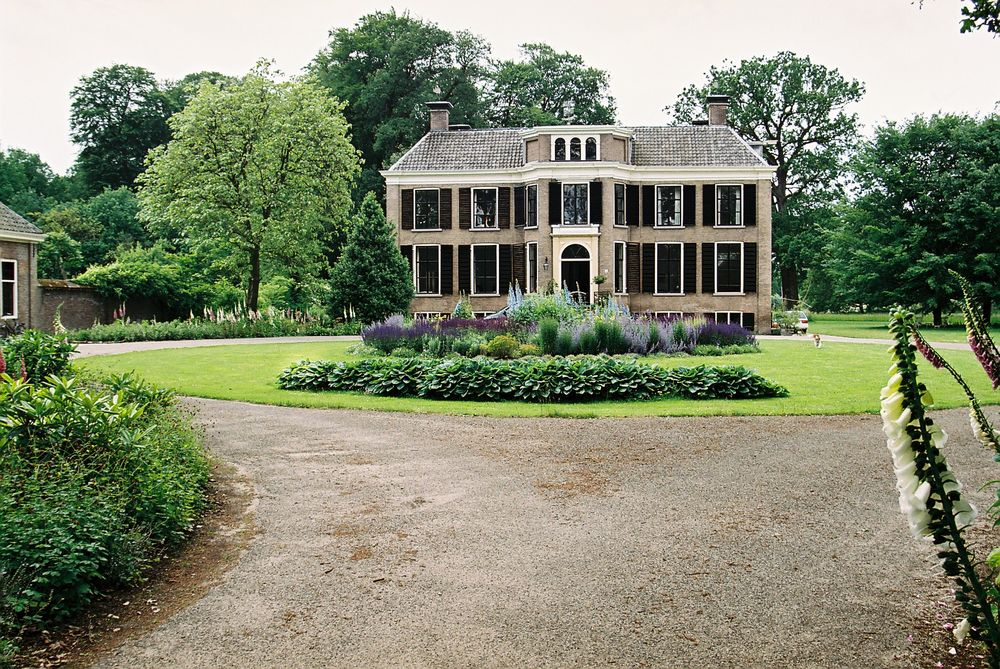
Huis Velhorst

Jhr. mr. Anthony Henrik Martens (zich noemende: Toon Martens van Sevenhoven) (Zutphen, 4 oktober 1880 − Laren (Gelderland), Huis Velhorst, 8 augustus 1952) was een Nederlands rijksarchivaris en publicist.

## Biografie
Martens was een lid van de familie Martens en een zoon van rechter jhr. mr. Jan Hendrik Jacob Constantijn Martens, heer van Sevenhoven (1850-1923) en Adele
Antoinette barones Collot d’Escury (1853-1916), lid van de familie Collot d'Escury. Hij bleef ongehuwd.
Hij studeerde rechten te Utrecht en promoveerde in 1912 op De justitieele colleges in de steden en op het platteland van Holland, 1795-1811. Na twee jaar volontair te zijn geweest, solliciteerde hij bij het Rijksarchief in Gelderland waar hij in 1914 als commies-chartermeester werd aangesteld en waar hij zijn loopbaan in 1945 als rijksarchivaris in Gelderland eindigde (een functie die hij vanaf 1924 had vervuld). Hij publiceerde over de geschiedenis van Gelderland met als hoofdwerk de inventaris van de Gelderse rekenkamer. Maar hij ordende ook het eigen familiearchief waarvan de definitieve inventaris in 2000 verscheen. Dat archief had hij in 1945 in bruikleen gegeven van het Utrechts gemeentearchief dat na zijn overlijden eigenaar ervan werd. Twee functies in het archiefwezen die hem werden aangeboden werden door hem geweigerd: in 1928 die van archivaris van het Koninklijk Huisarchief, in 1933 de functie van algemene rijksarchivaris als opvolger van zijn leermeester Robert Fruin (Th. Azn).
In het archiefwezen vervulde hij onder andere de functie van voorzitter van de Vereniging van Archivarissen in Nederland. Hij had daarnaast nog vele andere nevenfuncties, zoals voorzitter van de Vereniging tot uitgaaf der bronnen van het oud-vaderlandsche recht en voorzitter van de Vereniging Gelre (waarvoor hij als voorzitter bij het 50-jarig bestaan in 1947 de jubileumrede uitsprak). Ook had hij bestuursfuncties op kerkelijk en maatschappelijk terrein, en was hij ook enkele jaren secretaris van de lokale Christelijk-Historische Unie.
In 1952 overleed hij op het familielandgoed Velhorst. In 1977 verscheen een verzamelbundel van zijn opstellen. Ook werd de Stichting Fonds A.H. Martens van Sevenhoven door hem opgericht die tweejaarlijks de Martens van Sevenhovenpenning uitreikt aan mensen die zich sterk maken voor archieven en onderzoek, musea en monumentenzorg, maar ook subsidies verleent aan culturele en historische projecten.